# Alfonso Gomez-Rejon
Alfonso Gómez-Rejón (Laredo, 6 novembre 1972) è un regista statunitense di origini messicane, attivo in campo televisivo e cinematografico.

## Biografia
Figlio di genitori di origini messicane, è nato e cresciuto a Laredo, Texas, al confine tra il Messico e gli Stati Uniti d'America. Riceve il suo Bachelor of Fine Arts alla Tisch School of the Arts dell'Università di New York e si specializza in sceneggiatura al Conservatorio dell'American Film Institute.
Inizia la sua carriera lavorando come assistente personale di Alejandro González Iñárritu, Martin Scorsese, Nora Ephron e Robert De Niro sul set, prima di passare al lavoro di regista di seconda unità in film come Babel, Julie & Julia e Argo. Il suo lavoro nel trovare le comparse locali per Babel lo porta all'attenzione di Ryan Murphy, che lo assume per trovare delle comparse balinesi per il suo film Mangia prega ama. Murphy l'ha fatto poi esordire come regista con alcuni episodi di una serie televisiva da lui creata, Glee, Per il primo episodio della terza stagione di American Horror Story, un'altra serie creata da Murphy, Gómez-Rejón è stato candidato ai Premi Emmy 2014.
Lo stesso anno, dirige il suo primo lungometraggio per il cinema, l'horror The Town That Dreaded Sundown, prodotto da Murphy e Jason Blum; il film è un meta-seguito de La città che aveva paura (1976). Vince poi il Gran premio della giuria: U.S. Dramatic al Sundance Film Festival 2015 col suo secondo lungometraggio, la commedia indipendente Quel fantastico peggior anno della mia vita.
Dirige poi Edison - L'uomo che illuminò il mondo, sulla cosiddetta "guerra delle correnti" tra Thomas Edison e George Westinghouse, interpretati rispettivamente da Benedict Cumberbatch e Michael Shannon. Poco dopo la sua anteprima nel 2017, il film cade in un limbo a causa delle molteplici accuse di violenza e molestie sessuali che ne colpiscono il produttore, Harvey Weinstein, il quale peraltro aveva notevolmente alterato la visione di Gómez-Rejón. Il film viene salvato dall'intervento di Martin Scorsese, che fornisce a Gómez-Rejón i fondi necessari per completarne la post-produzione e rigirare alcune scene chiave, finendo con l'uscire due anni più tardi, nel 2019.

## Filmografia

### Cinema
- The Town That Dreaded Sundown (2014)
- Quel fantastico peggior anno della mia vita (Me & Earl & the Dying Girl) (2015)
- Edison - L'uomo che illuminò il mondo (The Current War) (2017)

### Televisione
- Glee – serie TV, 8 episodi (2010-2012)
- American Horror Story – serie TV, 12 episodi (2011-2014)
- The Carrie Diaries – serie TV, episodio 1x02 (2013)
- Red Band Society – serie TV, episodio 1x01 (2014)
- Chambers – serie TV, episodio 1x01-1x02 (2019)
- Hunters – serie TV, episodio 1x01 (2020)